# あま市立美和小学校
あま市立美和小学校（あましりつ みわしょうがっこう）は、愛知県あま市にある公立小学校。

## 概要
- 校区は、木田（大花寺、南江村、猪ノ木、高端（名鉄津島線以北）、道下（名鉄津島線以北）、柳坪、山ノ越東切、丁子ノ口、道上、池ノ島、東明（名鉄津島線以北）、三助東、山ノ越西切、西山、西明、東新赤坪（一部）、八反田（一部）、飛江ノ見（一部）、五反田（一部）、戌亥、沼東切、沼中切、沼西切、北出、北屋敷、高出、西高出、小島、東屋敷北切、小兵衛前、庄兵衛前、木田東、折戸、松裏、東屋敷南切、南屋敷、宮東、宮前、宮西、白見懸、小塚、小塚裏、大西浦上切、徳左、西浦、申尾、長田）、森山(全域)、中橋(全域)、丹波(全域)、蜂須賀(全域)
- 公立中学校に進学する場合はあま市立美和中学校に進学する[1] [2]。
- 旧・海部郡美和町の小学校である。

## 沿革
- 1873年（明治6年）10月 - 木田村に欽斯学校が開校する。
- 1874年（明治7年）6月 - 郁文学校を分離する。
- 1877年（明治10年） - 木森学校に改称する。
- 1879年（明治12年） - 木森学校から蜂須賀学校が分離する。
- 1882年（明治15年） - 木森学校が木田学校に改称する。
- 1887年（明治20年） - 木田学校が尋常小学木田学校に、蜂須賀学校が尋常小学蜂須賀学校に改称する。
- 1889年（明治22年）10月1日 - 蜂須賀村、金岩村、木田村、中橋村、森山村、丹波村が合併し、金賀木村が発足。
- 1890年（明治23年）12月17日 - 金賀木村が蜂須賀村に改称する。
- 1891年（明治24年） - 尋常小学木田学校が木田尋常小学校に、尋常小学蜂須賀学校が蜂須賀尋常小学校に改称する。
- 1906年（明治39年）7月1日 - 蜂須賀村、正則村、篠田村が合併し、美和村が発足する。
- 1907年（明治40年） - 木田尋常小学校と蜂須賀尋常小学校が合併し、森山尋常小学校となる。
- 1909年（明治42年） - 美和尋常小学校に改称する。
- 1941年（昭和16年）4月1日 - 美和国民学校に改称する。
- 1947年（昭和22年）4月1日 - 美和村立美和小学校に改称する。
- 1958年（昭和33年）1月1日 - 美和村が町制施行し美和町となる。同時に美和町立美和小学校に改称する。
- 1967年（昭和42年） - 新校舎（鉄筋コンクリート造）が完成する。
- 1971年（昭和46年） - 校舎を増築する。
- 1977年（昭和52年） - プールが完成する。
- 1979年（昭和54年） - 体育館が完成する。
- 1985年（昭和60年） - 美和町立東小学校を分離する。
- 2010年（平成22年）3月22日 - 七宝町、美和町、甚目寺町が合併し、あま市が発足。同時にあま市立美和小学校に改称する。

## 交通アクセス
- 名鉄津島線木田駅下車、徒歩約12分。

## 周辺施設
- あま市立美和中学校
- あま市立美和東小学校
- あま市役所
- 美和歴史民俗資料館
- あま市美和図書館
- あま市美和文化会館
- 農業協同組合海部東美和支店